# نوید قمر
نوید قمر (اردو: سید نوید قمر؛ زادهٔ ۲۲ سپتامبر ۱۹۵۵) سیاست‌مدار اهل پاکستان است.  وی از سال ۲۰۱۲ تا ۲۰۱۳ وزیر دفاع پاکستان بوده‌است. 